# Leroy Fer
Leroy Johan Fer, mais conhecido como Leroy Fer (Zoetermeer, 5 de janeiro de 1990), é um futebolista neerlandês que atua como volante. Atualmente, joga pelo Al-Nasr.

## Carreira
Fer tem vários apelidos. Em sua juventude, ele foi apelidado De Uitsmijter (Leão-de-chácara) pelo treinador das categorias de base do Feyenoord Jean-Paul van Gastel, por sua forte aparência física. Outros apelidos são Lerra e Ferovic. Cor Pot, treinador Sub-21 dos Países Baixos, compara Fer ao ex-jogador Patrick Vieira. De acordo ele os dois jogadores possuem muitas semelhanças, dentro e fora do campo.

## Títulos
Feyenoord
- Copa dos Países Baixos: 2007–08